# Гернсхайм, Фридрих
Фридрих Гернсхайм (нем. Friedrich Gernsheim; 1839—1916) — немецкий пианист, дирижёр, композитор и музыкальный педагог.

## Биография

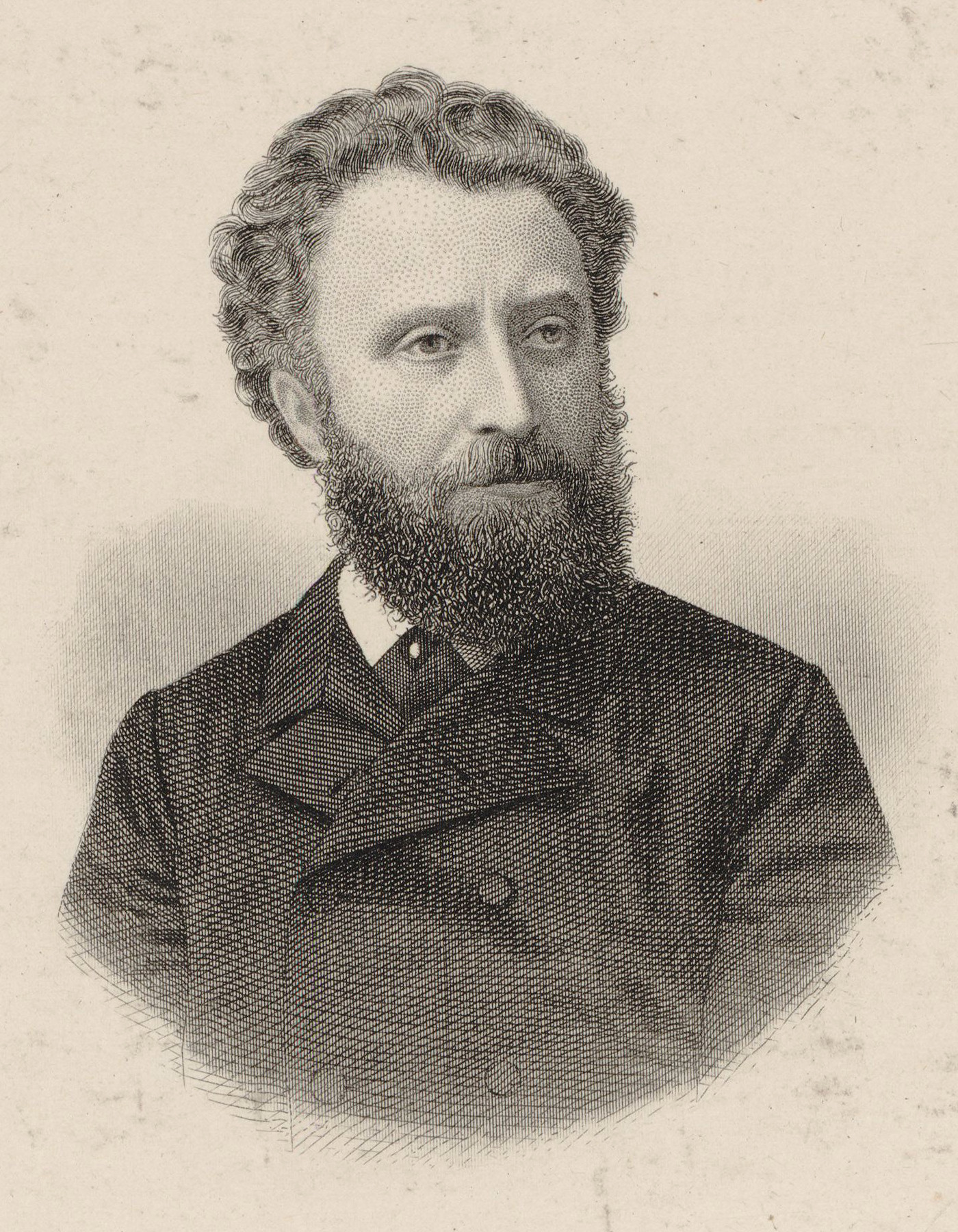
Фридрих Гернсгейм (1875 год)

Родился 17 июля 1839 года в городе Вормсе в семье врача. Первый опыт игры на фортепиано получил занимаясь со своей матерью, которая в совершенстве владела этим инструментом, с 1848 года занимался под руководством Эрнста Пауэра, с 1849 г. — у Иоганна Кристина Гауфа и Эдуарда Розенхайна. С 1852 года учился в Лейпцигской консерватории откуда в 1855 году отправился заканчивать обучение в Париж.
В 1865 году стал преподавателем игры на фортепьяно и композиции при Кёльнской консерватории.
В 1874 году он был назначен директором консерватории в Роттердаме.
С 1890 по 1897 год преподавал в Консерватории Штерна и дирижировал концертами хорового общества Юлиуса Штерна в Берлине. Со времени своего назначения дирижером Gesangverein’а он стал особенно заниматься вокальной музыкой и написал множество хоровых произведений.
С 1897 года состоял дирижером Eruditio musica в Роттердаме и членом сената Прусской королевской академии искусств в столице Германии.
Автор нескольких десятков произведений, преимущественно камерных.
Умер 10 сентября 1916 года в городе Берлине и был похоронен на Еврейском кладбище Вайсензе.
Среди его учеников, в частности, Хуго Грютерс, Панчо Владигеров, Энгельберт Хумпердинк, Курт Шиндлер и многие другие.